# نايجل بيفان
نايجل بيفان (بالإنجليزية: Nigel Bevan)‏ هو منافس ألعاب قوى بريطاني، ولد في 1968.

## وصلات خارجية
- نايجل بيفان على موقع الاتحاد الدولي لألعاب القوى (الإنجليزية)
- نايجل بيفان على موقع أوليمبيديا (الإنجليزية)